# Milnesium antarcticum
Milnesium antarcticum is een soort in de taxonomische indeling van de beerdiertjes.
Het dier behoort tot het geslacht Milnesium en behoort tot de familie Milnesiidae. De wetenschappelijke naam van de soort werd voor het eerst geldig gepubliceerd in 2006 door Tumanov.